# Georg Schlick
Georg August Schlick (* 23. November 1830 in Gera; † 23. Oktober 1900 in Schleiz) war ein deutscher Jurist und Politiker.

## Leben
Schlick war der Sohn des Advokaten und Ratskämmeres Johann Friedrich August Schlick und dessen Ehefrau Henriette geborene Senf. Er war evangelisch-lutherischer Konfession und heiratete am 13. Juni 1858 in Schleiz in erster Ehe Klara Emilie Schulz (* 30. Juni 1835 in Cuba; † 26. März 1864 in Schleiz), die Tochter des fürstlichen Hofrentmeisters Christian Traugott Schulz in Untermhaus. In zweiter Ehe heiratete er am 28. August 1866 in Greiz Klara Wilhelmine Zopf (* 26. Mai 1840 in Greiz; † 25. Januar 1901 in Schleiz), die Tochter des Arztes Dr. med. Heinrich Ludwig Zopf in Greiz. Albrecht Weißker und Theodor Zopf waren Schwäger, die Schwiegertochter Auguste Thekla Laura Weisker war die Tochter von Clemens Weisker.
Schlick studierte Staats- und Rechtswissenschaften und war dann Rechtskandidat in Gera. 1853 wurde er Notar für das Gesamtfürstentum Reuß und 1855 erhielt er die Zulassung als Untergerichtsanwalt. Er lebte als Rechtsanwalt und Notar in Schleiz und später in Gera. 1863 wurde er Dritter besoldeter Stadtrat in Schleiz, 1870 Erster besoldeter Stadtrat und 1881 bis 1887 stellvertretender Bürgermeister dort.
1856 bis 1862 war er Mitglied im Gemeinderat von Schleiz. Vom 18. Mai 1862 bis zum 5. April 1865 war er Abgeordneter im Landtag Reuß jüngerer Linie. Im Landtag war er Schriftführer.

## Auszeichnungen
- Justizrat (1892)
- Geheimer Rat
- Komturkreuz I. Klasse des großherzoglich Mecklenburg-Schwerinschen Greifen-Ordens (1886)